# Arrest Betonstaf/Ballast Nedam
Het arrest Betonstaf/Ballast Nedam (HR 7 april 2006, RvdW 2006/377) is een arrest van de Nederlandse Hoge Raad dat betrekking heeft op een resultaatsverbintenis.

## Casus
In opdracht van Ballast Nedam heeft Betonstaf BV in mei/juni 1999 een bedrijfsvloer van beton aangelegd en opgeleverd, inclusief 2000 m² op het buitenterrein van een rioolwaterzuiveringsinstallatie in aanbouw. In de betonvloer op het buitenterrein zitten scheuren die door en door zijn. In opdracht van Ballast Nedam hebben deskundigen vastgesteld dat de vloer niet vloeistofdicht is en dat er voor de scheurvorming geen directe oorzaak aangewezen kan worden. Ballast Nedam heeft betaling van de factuur van f 88.301 opgeschort. Betonstaf vordert betaling van de factuur. Ballast Nedam vordert in reconventie nakoming van de overeenkomst met een dwangsom.

## Procesgang
De vordering van Betonstaf BV is door de rechtbank afgewezen. De vordering van Ballast Nedam in reconventie is toegewezen uitvoerbaar bij voorraad. Dit vonnis is in hoger beroep door het gerechtshof bekrachtigd.
Dit arrest is in cassatie door de Hoge Raad vernietigd, terwijl het geding voor verdere behandeling is doorverwezen naar een ander hof. Ballast Nedam is veroordeeld in de kosten.

### Hof
[Eiseres] heeft, verwijzend naar de in het geding gebrachte rapporten (...),
aangevoerd dat de scheurvorming mogelijk is veroorzaakt door voor rekening en risico van Ballast Nedam komende omstandigheden
zoals gebreken in het grondwerk, een fout in de constructieve berekening of een fout in het ontwerp,
en dat het besproeien van het over de vloer liggende folie,
dat volgens het Kiwa-rapport mogelijk geleid heeft tot een temperatuurschok die (mede) oorzaak van de scheurvorming kan zijn,
niet door [eiseres], maar zonder overleg door Ballast Nedam is uitgevoerd. 

Het hof oordeelde (...) dat er (...) geen omstandigheden zijn gesteld of gebleken die meebrengen dat het feit dat de door
[eiseres] aangelegde betonverharding niet vloeistofdicht blijkt te zijn, voor rekening van Ballast Nedam dient te komen.
[HR, r.o. 3.3]

### Hoge Raad
Tegen dit oordeel van het hof wordt in het cassatiemiddel geklaagd. De Hoge Raad overwoog:

Deze klacht slaagt. Voor zover het bestreden oordeel van het hof gebaseerd is op de opvatting dat een schuldenaar
die een bepaald resultaat heeft toegezegd, toerekenbaar in de nakoming van zijn verbintenis is tekortgeschoten
indien dat resultaat niet wordt bereikt, óók indien fouten van de schuldeiser de oorzaak ervan zijn dat dat resultaat niet
wordt bereikt, is het hof van een onjuiste rechtsopvatting uitgegaan.
Indien het hof niet van deze, onjuiste, rechtsopvatting is uitgegaan, valt zonder nadere motivering, die ontbreekt,
niet te begrijpen waarom de door [eiseres] gestelde mogelijke oorzaken van de scheurvorming niet kunnen meebrengen
dat het feit dat de betonverharding niet vloeistofdicht is, voor rekening van Ballast Nedam komt. [HR, r.o. 3.4]

## Tot besluit
Conclusie:
Het hof heeft geoordeeld dat sprake is van een resultaatsverbintenis wat betreft de eigenschap
dat de betonvloer vloeistofdicht moet zijn.
Indien fouten van de schuldeiser ertoe leiden dat een schuldenaar tekortschiet in het nakomen van een verbintenis,
dan oordeelt de Hoge Raad
dat dergelijke fouten, óók als het een resultaatsverbintenis betreft, voor rekening van de schuldeiser komen.
Dus het is niet onmogelijk dat de scheur in de betonvloer moet worden toegerekend aan fouten die Ballast Nedam heeft gemaakt.